# Baff-Rezeptor
Der BAFF-Rezeptor (BAFF-R) ist ein Membranprotein in den B-Zellen von Säugetieren. Es ist der wichtigste Rezeptor für das Zytokin BAFF und neben dem B-Zell-Rezeptor der wichtigste Rezeptor, um Überlebenssignale in B-Zellen zu vermitteln. Der Rezeptor wird auf reifen B-Zellen exprimiert. Seine Expression wird im Verlauf der B-Zell-Entwicklung hochreguliert. Dies geschieht im Übergangsstadium, wenn unreife B-Zellen zu reifen B-Zellen werden. Mutationen im TNFRSF13C-Gen können beim Menschen zu einer angeborenen Immundefizienz (CVID4) führen.

## Signalleitung durch den BAFF-Rezeptor
Die Stimulierung des BAFF-Rezeptors führt zur Aktivierung des alternativen NF-κB-Signalweges (NF-κB2). Schwach wird auch NF-κB1 durch den BAFF-Rezeptor aktiviert. Dieses wird aber stärker von TACI, einem Rezeptor, der ebenfalls BAFF bindet, beeinflusst.
Der BAFF-Rezeptor bindet auch an TRAF3, das mit der Kinase NIK (NF-κB inducing kinase) interagiert. TRAF3 induziert den Abbau von NIK, was in einer reduzierten NF-κB2 Aktivität resultiert. Daher steht diese Interaktion auf den ersten Blick im Widerspruch zur gezeigten Aktivierung von NF-κB2 durch den BAFF-Rezeptor. Ein mögliches Modell, das diesen Widerspruch aufklären würde, ist ein Abbau von TRAF3 durch die Bindung von BAFF an den BAFF-Rezeptor. Dadurch würde NIK stabilisiert und der alternative NF-κB2-Signalweg aktiviert werden.
In bisher unverstandener Weise aktiviert BAFF auch PI3K und damit die Proteinkinase B (auch AKT). Die Aktivierung dieser Kinase wiederum führt zur Aktivierung von einerseits Mcl-1 und andererseits mTOR und damit dem mTORC1-Komplex. Der mTORC1-Komplex ist wichtig für die Proteinsynthese, Mcl-1 ist ein Mitglied der Bcl-2-Familie und gewährleistet das Überleben von B-Zellen und T-Zellen.

## BAFF-Rezeptor-Defizienz in Mäusen
Mäuse, die defizient für den BAFF-Rezeptor sind zeigen einen ähnlichen Phänotyp wie Mäuse, die für das Zytokin BAFF defizient sind. Unter anderem fehlen den Tieren die meisten der peripheren B-Zellen.